# Amphitherium
L'anfiterio (gen. Amphitherium) è un mammifero estinto, appartenente agli oloteri. Visse nel Giurassico medio (Bathoniano, circa 167 - 165 milioni di anni fa) e i suoi resti fossili sono stati ritrovati in Inghilterra.

## Descrizione
Questo animale, come molti mammiferi mesozoici, è noto solo per denti e mandibole; l'aspetto è quindi puramente ipotetico. Doveva essere un animale delle dimensioni di un grosso ratto. Le mandibole avevano una formula dentaria costituita da quattro incisivi, un canino, cinque premolari e sei/sette molari. I canini erano robusti e a radice doppia. La morfologia dei denti inferiori di Amphitherium era anticipatrice di quella dei mammiferi più derivati, con una divisione tra premolari difidonti e molari monofidonti. I molari erano dotati di trigonidi a tre cuspidi ben differenziate e di talonidi semplici e simili a lame. 

## Classificazione
I primi fossili di Amphitherium vennero scoperti nella Stonesfield Slate in Inghilterra e vennero descritti nel 1832 da Hermann Von Meyer, che li attribuì a un animale assai simile agli odierni opossum. Il genere Amphitherium venne istituito nel 1838 da Blainville, che ne rivalutò le peculiarità. In ogni caso, Amphitherium è uno dei primi mammiferi mesozoici ad essere stato descritto scientificamente. Oltre alla specie tipo, Amphitherium prevostii, è nota anche un'altra specie, A. rixoni, i cui fossili provengono dalla stessa zona.
Attualmente Amphitherium è considerato un rappresentante basale degli oloteri, il grande gruppo di mammiferi che comprende anche marsupiali e placentati. La morfologia dentaria di Amphitherium corrobora l'ipotesi che questo genere possa essere stato un primo passo dell'evoluzione degli oloteri (Butler e Clemens, 2001).